# Goldberg (Naturschutzgebiet, Vogtlandkreis)
Koordinaten: 50° 23′ 23″ N, 12° 27′ 17″ O
Das Naturschutzgebiet Goldberg liegt im Vogtlandkreis in Sachsen. Das Gebiet erstreckt sich nördlich von Brunndöbra, einem zur Ortschaft Klingenthal gehörenden Ortsteil der Stadt Klingenthal. Südwestlich des Gebietes verläuft die S 304, östlich verlaufen die B 283 und die Staatsgrenze zu Tschechien.

## Bedeutung
Das rund 21,5 ha große Gebiet mit der NSG-Nr. C 44 wurde im Jahr 1993 unter Naturschutz gestellt.